# Buhl (Alabama)
Buhl ist ein gemeindefreies Gebiet im Tuscaloosa County im Bundesstaat Alabama in den Vereinigten Staaten.

## Geographie
Buhl liegt im Westen Alabamas im Süden der Vereinigten Staaten, etwa 50 Kilometer östlich der Grenze zu Mississippi.
Nahegelegene Orte sind unter anderem Elrod (3 km westlich), Coker (5 km östlich), Northport (8 km östlich), Tuscaloosa (9 km südöstlich) und Gordo (14 km nordwestlich). Die nächste größere Stadt ist mit 212.000 Einwohnern das etwa 80 Kilometer nordöstlich entfernt gelegene Birmingham.

## Geschichte
Der Ort wurde benannt nach einem Herrn Buhl, der Angestellter der Mobile and Ohio Railroad war, die 1898 eine Bahnstrecke durch das heutige Ortsgebiet baute. Bereits zwei Jahre später, 1900, wurde ein Postamt eröffnet.

## Verkehr
Einen Kilometer nördlich des Ortes verlaufen auf gemeinsamer Trasse der U.S. Highway 82 und die Alabama State Route 6. Sie stellen 15 Kilometer östlich einen Anschluss an den U.S. Highway 43 her. 17 Kilometer südöstlich verläuft der Interstate 20.
Etwa 13 Kilometer östlich befindet sich der Tuscaloosa Regional Airport, 27 Kilometer nordwestlich außerdem der North Pickens Airport.